# Génaunes
Les Génaunes (en latin Genauni), sont un ancien peuple des Alpes dans la Rhétie et la Vindélicie.

## Histoire
Le peuple est vaincu par le frère de Tibère, Nero Claudius Drusus.

## Textes
La Géographie (Strabon) (entre -20 et +20) (5, IV, 6-8) les évoque : 
Οἱ δὲ Ὀυινδολικοὶ καὶ Νωρικοὶ τὴν ἐκτὸς παρώρειαν κατέχουσι τὸ πλέον· μετὰ Βρεύνων καὶ Γεναύνων, ἤδη τούτων Ἰλλυριῶν. Ἅπαντες δ' οὗτοι καὶ τῆς Ἰταλίας τὰ γειτονεύοντα μέρη κατέτρεχον ἀεὶ καὶ τῆς Ἐλουηττίων καὶ Σηκοανῶν καὶ Βοίων καὶ Γερμανῶν.
Les Vindelici et les Norici occupent plutôt la plupart des territoires en dehors de la région montagneuse, avec les Breuni et les Genauni. Cependant ils appartiennent aux Illyriens. Tous effectuaient généralement des raids dans les régions frontalières de l'Italie, ainsi que vers les Helvezi, les Secani, les Boi et les Germani.